# Archieparquía de Nísibis de los caldeos

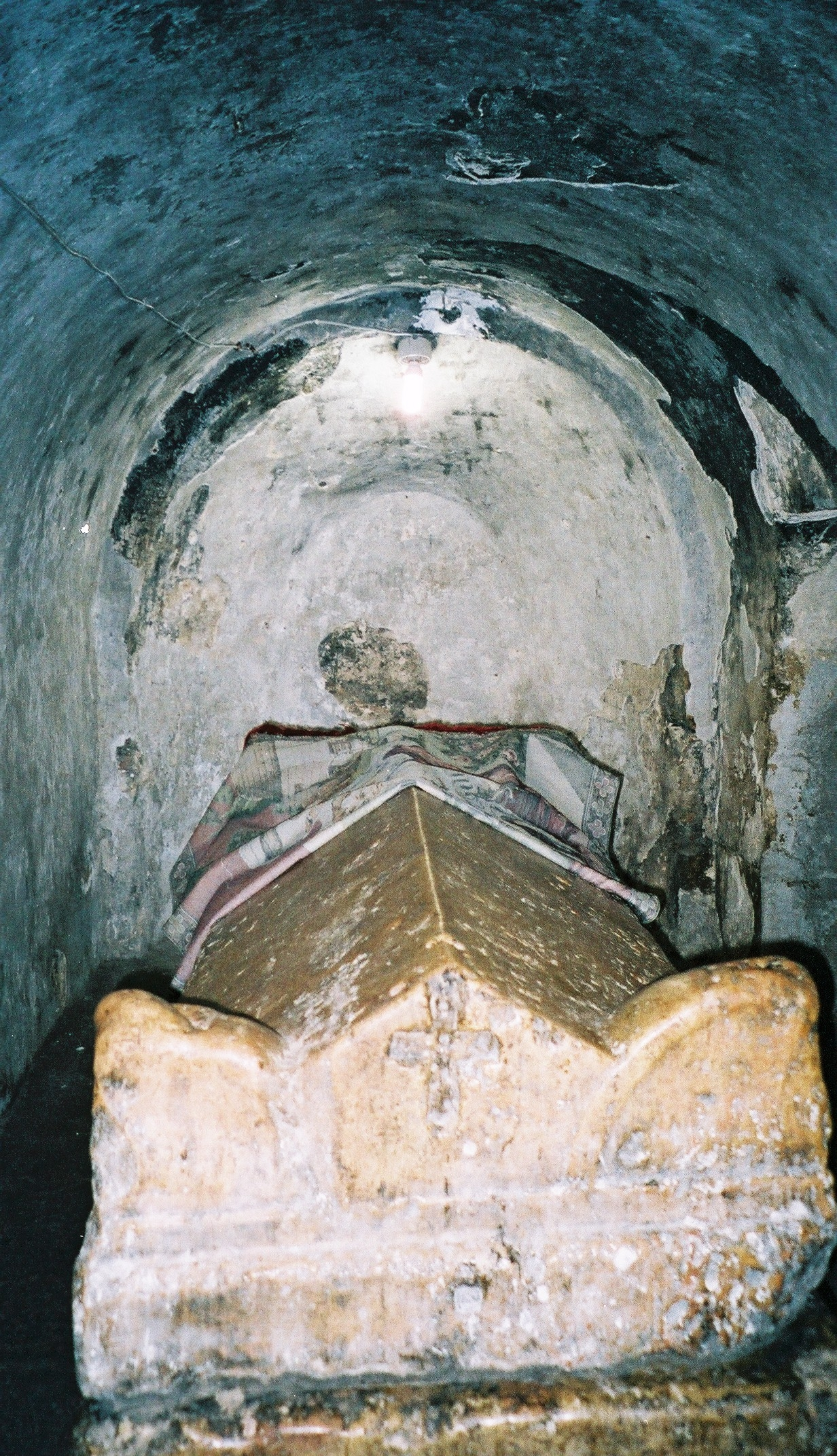
Tumba de Jacobo de Nísibis, en la homónima iglesia de Nísibis.

La archieparquía titular de Nísibis de los caldeos (en latín: Archieparchia Nisibena Chaldaeorum) es una sede titular de la Iglesia católica conferida a miembros de la Iglesia católica caldea. Corresponde a una antigua arquidiócesis de la Iglesia del Oriente cuya sede estaba en la ciudad de Nísibis (o Nusaybin) en Turquía.

## Historia

### Orígenes de la sede episcopal
Nísibis es una antigua sede arzobispal de la provincia romana de Mesopotamia en la diócesis civil de Oriente y en el patriarcado de Antioquía. La única Notitia Episcopatuum del patriarcado antioqueno ignora la sede de Nísibis, probablemente porque en el momento de su primitiva redacción (siglo VI) la ciudad ya no era parte del Imperio bizantino.
Los orígenes del cristianismo en Nísibis y su territorio son inciertos, ya que se convirtió en parte del Imperio romano solo después de 297, aunque previamente había sido capturada y perdida varias veces. Se documenta una presencia cristiana a fines del siglo II según el testimonio contenido en la Vita de Abercio de Hierápolis. Lo más probable es que el obispado se haya establecido como consecuencia de la llegada de los romanos y de la libertad para la religión cristiana después del edicto de Milán en 313.
Hay cuatro obispos conocidos de esta sede en la antigüedad, pero las fuentes no son unánimes en la cronología. Según la Chronographia de Elías bar Sīnāyā, el primer obispo fue Babu, quien en 309 dejó su lugar a Jacobo de Nísibis, el primer metropolitano, a su vez reemplazado por Volageso en 338. En la Crónica de Jacobo de Edesa Babu no se menciona. Efrén de Siria y la Crónica de Miguel el Sirio ponen como primer obispo a Jacobo, al que sucedió en 338 Babu, que murió en 346/350 y Volageso. Abraham es el último obispo antes de la caída de Nísibis en 363. A Volageso debemos la construcción del baptisterio (359), anexo a la catedral construida por Jacobo, de la que quedan estructuras parciales.
Tras la caída de Nísibis a manos del persa Sapor II (363), la sede estuvo ocupada permanentemente por obispos nestorianos, atestiguados desde 410 hasta principios del siglo XVII, y por los obispos jacobitas, de los cuales, se conocen quince desde el siglo VII al XII.

### La sede nestoriana
Los tratados de paz de 363 entre el emperador Joviano y Sapor II, preveían la transferencia de Nísibis al Imperio sasánida. Las crónicas de la época cuentan que la ciudad, abandonada por los romanos, fue repoblada por Sapor con 12 000 persas.
La comunidad cristiana sobrevivió a los eventos de guerra, y desde ese momento, hasta las conquistas árabes del siglo VII, gravitó en la órbita de la Iglesia persa. Los dípticos, utilizados en las celebraciones litúrgicas de la Iglesia del Oriente, han sido transmitidos desde la sede episcopal de Nísibis en una serie de 62 nombres. Después de Abraham, el último obispo romano, los dípticos llevan los nombres de cuatro obispos desconocidos para las fuentes históricas. El primer obispo documentado históricamente es Oseas, que participó en el Concilio de Seleucia-Ctesifonte, convocado por el catolicós Isaac en 410.
En ese concilio, Nísibis fue reconocida como la sede metropolitana de la provincia persa de Arbayistán (Bēṯ ʿArbāyē) y se le asignaron cuatro sufraganas: Arzun, Aoustan de Arzun, Beth Moksaye y Beth Rahimai. La sede figuraba en el segundo puesto entre las sedes metropolitanas de la Iglesia persa, después de la de Beth Lapat. En las actas de los posteriores concilios nacionales nestorianos, recogidos en el texto conocido como Synodicon oriental, se mencionan otros obispos sufragáneos de Nísibis, como los de Shigar, Qardu, Beth Zabdai, Qube d'Arzun, Tamanon, Maiperqat y Balad.
La ciudad fue tomada sin resistencia por las fuerzas del Califato ortodoxo musulmán en 639 o 640. En 717 fue golpeada y afectada por un terremoto y en 927 fue arrasada por los cármatas. Nísibis fue capturada en 942 por el Imperio bizantino, pero posteriormente fue recapturada por los musulmanes. En 1515 Nísibis fue tomada por el Imperio otomano.
La metrópolis está atestiguada hasta principios del siglo XVII y fue suprimida formalmente en el sínodo de Amida de 1616. Su territorio se convirtió en parte, primero de la arquidiócesis de Amida, donde por algún tiempo sobrevivió el título de Nísibis, y luego de la sede de Mardin.

### Sede titular
Una sede titular católica es una diócesis que ha cesado de tener un territorio definido bajo el gobierno de un obispo y que hoy existe únicamente en su título. Continúa siendo asignada a un obispo, quien no es un obispo diocesano ordinario, pues no tiene ninguna jurisdicción sobre el territorio de la diócesis, sino que es un oficial de la Santa Sede, un obispo auxiliar, o la cabeza de una jurisdicción que es equivalente a una diócesis bajo el derecho canónico.
La arquidiócesis de Nísibis fue restaurada como archieparquía titular en el siglo XIX. Fue conferida por primera vez por la Santa Sede el 22 de abril de 1895 al obispo Elías José Khayatt. Fue suprimida en 1927 y restaurada en 1970.
Existen además, la archieparquía titular de Nísibis de los maronitas y la arquidiócesis latina.

## Cronología de los obispos

### Arzobispos de credo niceno
- Babu † (301-309)
- San Jacobo † (309-después de 325)
- Volageso † (338-después de 359)
- Abraham † (antes de 363)

### Arzobispos de la Iglesia del Oriente
La siguiente lista muestra solo a los metropolitanos históricamente atestiguados; los dípticos informan quince nombres de obispos completamente desconocidos de fuentes históricas.
- Oseas I † (antes de 410-después de 424)
- Barsauma I † (antes de 484-después de 486)
- Oseas II † (mencionado en 497)
- Giwargis I † (mencionado en 523)
- Elías I † (antes de 552)
- Pablo † (antes de 554-573 falleció)
- Simeón † (mencionado en 585)
- Gregorio † (?-circa 601 exiliado)
- Ahadabui † (mencionado en 602)
- Qasha † (mencionado en 615)
- Ciriaco † (antes de 628-después de 640 falleció)
- Barsauma II † (645-646 falleció)
- Isaac † (mencionado en 646)
- Giwargis II † (antes de 659)
- Yohannan di Dasen † (antes de 680)
- Qamishoʿ † (697-697 falleció)
- Sabrishoʿ I † (antes de 699/700-circa 727/728 falleció)
- Ruzbihan † (en la época del patriarca Slibaʿzkha-714-728)
- Cipriano † (circa 740/741-circa 766/767 falleció)
- Yohannan † (antes de 776/777-después de 790)
- Iwannis † (809-?)
- Sergio † (antes de 850-860 electo patriarca de la Iglesia del Oriente)
- Qayyoma † (antes de 872-después de 884)
- Bokhtishoʿ † (?-912/913 falleció)
- Hnan-Isho † (circa 914-después de 936)
- Ishoʿyahb I † (?-994/995 falleció)
- Yahballaha I † (994/995-3 de diciembre de 1007 falleció)
- Elías I bar Sīnāyā † (26 de diciembre de 1008-18 de julio de 1046 falleció)
- ʿAbdishoʿ I † (?-1071 electo patriarca de la Iglesia del Oriente)
- Giwargis III † (1071-1077 falleció)
- Ishoʿyahb Ibn Hammad † (1077-1105 falleció)
- Sabrishoʿ I † (1105-1117/1118 falleció)
- Yohannan † (antes de 1134-después de 1139)
- Elías II † (?-1176 electo patriarca de la Iglesia del Oriente)
- Yab-Alaha bar Qayyoma † (?-1190 electo patriarca de la Iglesia del Oriente)
- Emanuel † (mencionado en 1197)
- Ishoʿyahb II † (antes de 1222-después de 1247)
- Makkikha † (?-1257 electo patriarca de la Iglesia del Oriente)
- ʿAbdishoʿ II † (mencionado en 1271)
- Ishoʿzkha † (mencionado en 1281)
- ʿAbdishoʿ III bar Brikha † (circa 1285/1291-después de 1318)
- Timoteo † (mencionado en 1429/30)[10]
- ʿAbdishoʿ IV † (mencionado en 1458)[10]
- Elías II † (antes de 1477-después de 1483)[10]
- Ishoʿyahb III † (antes de 1554-después de 1575)[10]
- Yaʿqob † (antes de 1581-después de 1614)[10]

### Arzobispos titulares
- Elías José Khayatt † (22 de abril de 1895-13 de julio de 1900 nombrado archieparca de Kirkuk)
- Ormisda Esteban Gibri † (18 de agosto de 1902-31 de julio de 1917 nombrado archieparca de Kirkuk)
- Tomás Miguel Bidawid † (24 de agosto de 1970-29 de marzo de 1971 falleció)
- Gabriel Koda † (14 de diciembre de 1977-marzo de 1992 falleció)
- Jacques Ishaq, desde el 21 de diciembre de 2005[13]